# Šime Starčević
Šime Starčević (1784, Klanac u Gospiće – 1859, Karlobag) byl katolický kněz (z Gospiće). 
Základní školu a gymnázium vystudoval ve Varaždinu, v Grazu a Záhřebu studoval filozofii. V mnohých chorvatských městech konal svoji službu jako kněz. Uměl latinsky, francouzsky, italsky a německy, často četl texty v četných slovanských jazycích.
Stal se známý jako autor první chorvatsky psané knihy o gramatice, která vyšla v Terstu v roce 1812 – Nova ričoslovnica ilirička Nova Ricsoslovica iliricska vojnicskoj mladosti krajicsnoj poklonjena trudom i nastojanjem Shime Starcsevicha xupnika od Novoga u Lici). V dějinách chorvatského jazyka je tato kniha vnímána jako velmi významný bod pro rozvoj tehdy ještě nestandardizovaného a nekodifikovaného jazyka v dobách před příchodem Ljudevita Gaje.